# ラリー・チリ
ラリー・チリ（Rally Chile）は、チリのビオビオ州で開催される世界ラリー選手権 (WRC) のイベント。2019年にWRCの年間カレンダーへ加入した。

## 概要
2000年にスタートしたチリの国内選手権「ラリー・モービル (RallyMobil)」を母体として、2016年よりWRC招致活動を行い、2018年にキャンディデートイベントを成功させ、32か国目のWRCホスト国に選ばれた。
WRCのスケジュールでは、ラリー・アルゼンチンの2週間後に南米2連戦として開催される。アルゼンチンのホストタウンからは1,400km程しか離れておらず、直接チリへ移動することでチームの遠征費用を軽減している。競技車両も、基本的にアルゼンチンと同じクルマを使用する。
ホストタウンとなるのは、チリ中南部ビオビオ州の大都市コンセプシオン。タルカワノにサービスパークが設置され、コンセプシオンの南側から東側にかけて、太平洋とビオビオ川に挟まれた一帯の林道で競技が行われる。
路面は比較的平坦なグラベルだが、バンクの付いたコーナーも多い。森林地帯の中速ステージがメインになるが、太平洋のオーシャンビューが開ける絶景ステージもある。
2年目の2020年も開催が予定されていたが、国内情勢不安により、2020年4月に憲法一部改正を問う国民投票が行われるため、地元オーガナイザーが開催中止を決定した。

## 歴代勝者
| 年     | 優勝者             | 優勝者                 | 車輌                     |
| 年     | ドライバー         | コ・ドライバー         | 車輌                     |
| ------ | ------------------ | ---------------------- | ------------------------ |
| 2019年 | オィット・タナック | マルティン・ヤルベオヤ | トヨタ・ヤリスWRC        |
| 2020年 | 中止               | 中止                   | 中止                     |
| 2021年 | 中止               | 中止                   | 中止                     |
| 2023年 | オィット・タナック | マルティン・ヤルベオヤ | フォード・プーマ ラリー1 |
| 2024年 | カッレ・ロバンペラ | ヨンネ・ハルットゥネン | トヨタ・GRヤリス ラリー1 |